# Art Riley
Arthur Riley, dit Art Riley, est un animateur et artiste de décor d'animation américain ayant travaillé pour les studios Disney.

## Filmographie
- 1940 : Fantasia, décor des séquences Symphonie Pastorale et Une Nuit sur le Mont Chauve et Ave Maria
- 1941 : Le Dragon récalcitrant, décor
- 1942 : Bambi, décor
- 1942 : Saludos Amigos, décor
- 1943 : Les Trois Caballeros, décor
- 1945 : Saludos Amigos, décor
- 1945 : Hockey Homicide, décor
- 1946 : La Boîte à musique, décor
- 1947 : Coquin de printemps, décor
- 1948 : Mélodie Cocktail, décor
- 1949 : Le Crapaud et le Maître d'école : séquences La Mare aux grenouilles et La Légende de la Vallée endormie, décor
- 1950 : Cendrillon, décor
- 1950 : La Vallée des castors (Beaver Valley), animateur
- 1951 : Dude Duck, décor
- 1951 : Cold War, décor
- 1951 : Alice au pays des merveilles, décor
- 1951 : Pluto et le Raton laveur, décor
- 1951 : Bon pour le modèle réduit, décor
- 1952 : Hello, aloha, décor
- 1952 : Dingo en vacances, décor
- 1953 : Peter Pan, décor
- 1953 : La Fontaine de jouvence de Donald, décor
- 1953 : Everglades, monde mystérieux (Prowlers of the Everglades), effets d'animation
- 1953 : Le Désert vivant (The Living Desert), effets d'animation
- 1954 : La Grande Prairie (The Vanishing Prairie), effets d'animation
- 1954 : C'est un souvenir de décembre, décor
- 1954-1963 : Disneyland (12 épisodes)
- 1955 : Lac Titicaca, décor
- 1955 :  Lions d'Afrique (The African Lion), effets d'animation
- 1955 : Men Against the Arctic, effets d'animation
- 1956 : Les Secrets de la vie (Nature's Secrets of Life), effets d'animation
- 1958 : Le Désert de l'Arctique (White Wilderness), effets d'animation
- 1958 : Grand Canyon, effets d'animation
- 1959 : Nature's Strangest Creatures, effets d'animation
- 1959 : Mysteries of the Deep, effets d'animation
- 1959 : Le Jaguar, seigneur de l'Amazone (Jungle Cat), effets d'animation
- 1959 : Donald au pays des mathémagiques, style graphique
- 1960 : Islands of the Sea, effets d'animation
- 1961 : Donald and the Wheel, style graphique
- 1964 : Mary Poppins, décor
- 1966 : Winnie l'ourson et l'Arbre à miel, décor
- 1967 : Le Livre de la jungle, décor
- 1977 : Les Aventures de Winnie l'ourson (The Many Adventures of Winnie the Pooh), décor